# Municipio de Orange (condado de Knox)
El municipio de Orange (en inglés: Orange Township) es un municipio ubicado en el condado de Knox en el estado estadounidense de Illinois. En el año 2010 tenía una población de 556 habitantes y una densidad poblacional de 5,92 personas por km².

## Geografía
El municipio de Orange se encuentra ubicado en las coordenadas 40°50′30″N 90°16′36″O / 40.84167, -90.27667. Según la Oficina del Censo de los Estados Unidos, el municipio tiene una superficie total de 93.94 km², de la cual 93,9 km² corresponden a tierra firme y (0,04 %) 0,04 km² es agua.

## Demografía
Según el censo de 2010, había 556 personas residiendo en el municipio de Orange. La densidad de población era de 5,92 hab./km². De los 556 habitantes, el municipio de Orange estaba compuesto por el 98,92 % blancos, el 0,18 % eran afroamericanos, el 0,54 % eran asiáticos y el 0,36 % eran de una mezcla de razas. Del total de la población el 1,26 % eran hispanos o latinos de cualquier raza.